# Smalgnagbi
Smalgnagbi (Hoplitis leucomelana) är en biart som först beskrevs av Kirby 1802. Den ingår i släktet gnagbin, och familjen buksamlarbin. Inga underarter finns listade.
Arten är vitt utspridd över Europa och Centralasien.

## Beskrivning
Smalgnagbiet har en slank kroppsbyggnad med svart grundfärg. Tergiternas bakkanter har smala, vita hårband. Kroppslängden varierar mellan 6 och 8 mm.

## Utbredning
Smalgnagbiet förekommer i större delen av den europeiska kontinenten, inklusive Sverige, Finland och Norge, men exklusive Island och Brittiska öarna (där arten försvann före 1900). Vidare från sydvästra till norra Asien samt Nordafrika. I Sverige förekommer biet från Skåne norrut exklusive Halland och Bohuslän men inklusive Öland och Gotland till Dalarna och Gästrikland. I Finland har den endast observerats en gång, i Södra Karelen i närheten av Villmanstrand, och har ännu inte klassificerats i någon rödlistekategori.

## Ekologi
Artens habitat har aldrig beskrivits i något vetenskapligt papper, men det antas vara gräsmarker och skogar, eller åtminstone skogsbryn. I Mellaneuropa har arten även påträffats i fruktodlingar, trädgårdar och parker. Den är polylektisk, den flyger till blommande växter från många olika familjer. Arten favoriserar dock ärtväxter. Pollen (till larverna) hämtas även från fetbladsväxter, kransblommiga växter, korgblommiga växter, fackelblomsväxter och rosväxter. Påkontinenten varar flygtiden från juni till augusti, medan den längre söderut (Turkiet) varar mellan slutet av maj till början av juli.

### Fortplantning
Biet är solitärt, honan ansvarar ensam för omsorgen om avkomman. Hon inrättar sina larvbon i grenar och kvistar, antingen i övergivna gångar av andra insekter, eller gångar som hon själv har grävt ut i växtmärgen. Flera larvceller konstrueras per rad; mellanrummen  spärras av med söndertuggat löv, som också används för att försluta gången med larvceller. I den senare funktionen kan lövpastan vara uppblandad med sand, småsten, märgbitar och gamla insektsdelar. Larven övervintrar som vilolarv i kokongen.